# Storfors (đô thị)
Đô thị Storfors (tiếng Thụy Điển: Storfors kommun) là một đô thị ở hạt Värmland của Thụy Điển. Thủ phủ là thị xã Storfors. Dân số thời điểm 31 tháng 12 năm 2000 là 4725 người.